# John Anthony Walker

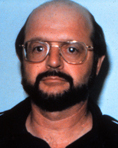
John Anthony Walker, około 1985

John Anthony Walker Junior (ur. 28 lipca 1937 r. w Waszyngtonie, zm. 28 sierpnia 2014 r. w Butner, Karolina Północna) – chorąży marynarki wojennej USA, specjalista do spraw łączności, skazany za szpiegostwo na rzecz Związku Radzieckiego w latach 1968-1985.
Walker rozpoczął szpiegowanie dla Sowietów w 1968 r. – wtedy to, pod wpływem problemów finansowych, udał się do radzieckiej ambasady w Waszyngtonie i zaoferował swoje usługi. Przez lata sprzedawał KGB kody radiowe amerykańskiej marynarki oraz informacje na temat atomowych okrętów podwodnych. Zaangażował też w działalność wywiadowczą swoją żonę, syna i starszego brata, a także Jerry'ego Whitwortha, starszego radiooperatora w marynarce wojennej.
Walker opuścił marynarkę w 1976 r. i został prywatnym detektywem, kontynuując jednocześnie sprzedaż tajnych informacji, pozyskanych dzięki stworzonej przez siebie siatce szpiegowskiej. Ponadto wstąpił do ultrakonserwatywnych i antykomunistycznych John Birch Society i Ku-Klux-Klanu, aby tym lepiej zakonspirować swoją wywiadowczą działalność.
Walker został aresztowany przez FBI 20 maja 1985 r.; rozbito też całą jego siatkę szpiegowską. Wydała go była żona (rozwiedli się w 1976 r.), której przestał płacić alimenty. Został skazany na podwójne dożywocie. Zmarł w trakcie odbywania kary w więzieniu federalnym w Butner.